# Parque Estadual Mata do Pau-Ferro
O parque estadual Mata do Pau-Ferro é uma unidade de conservação (UC) localizada no município brasileiro de Areia, estado da Paraíba.

## Histórico
Criada através do decreto nº 14.832 de 19 de outubro de 1992 com uma área de 600 ha do sítio "Vaca Brava", pertencente ao Governo do estado, a reserva ecológica da Mata do Pau Ferro foi recategorizada como parque estadual através do decreto nº 26.098, de 4 de agosto de 2005.

## Características
A unidade é formada por fragmento de um tipo específico de Mata Atlântica, denominada mata de brejos de altitude. Apresenta algumas plantas endêmicas, como a Erythroxylum pauferrense, uma espécie comum no parque, popularmente chamada pau-ferro.
Abriga ainda uma significativa diversidade de aves, sendo considerada pela BirdLife International e pela SAVE Brasil, renomadas instituições focadas na conservação das aves, como uma Área Importante para Preservação de Aves (IBA).
O Parque presta importante serviço ambiental ao proteger mananciais de afluentes da bacia do rio Mamanguape, assim como a barragem Vaca Brava, que abastece parte da região do brejo paraibano.